# Сормовка
Сормовка (каз. Сормов) — село в Костанайском районе Костанайской области Казахстана. Входит в состав Владимировского сельского округа. Код КАТО — 395439200.

## Население
В 1999 году население села составляло 475 человек (229 мужчин и 246 женщин). По данным переписи 2009 года, в селе проживал 451 человек (211 мужчин и 240 женщин).